# The Romance Tour
The Romance Tour – solowa, druga trasa koncertowa kubańsko-amerykańskiej piosenkarki i autorki tekstów Camili Cabello, która rozpoczęła się 26 maja 2020 roku w Oslo w Norwegii na arenie Oslo Spektrum w ramach promocji jej drugiego albumu studyjnego, Romance (2019). Zakończyła się 26 września 2020 roku w Miami na Florydzie w hali widowiskowo-sportowej American Airlines Arena. Owo tournée, w tym przypadku sponsorowane przez firmę Mastercard obejmowało liczbę czterdziestu sześciu koncertów na terenie Europy i Ameryki Północnej.

## Lista koncertów
| Data             | Miejscowość    | Państwo           | Obiekt                         | Support    | Sprzedane bilety (Frekwencja) | Dochód (USD) |
| Europa           | Europa         | Europa            | Europa                         | Europa     | Europa                        | Europa       |
| ---------------- | -------------- | ----------------- | ------------------------------ | ---------- | ----------------------------- | ------------ |
| 24 maja 2020     | Dundee         | Szkocja           | Camperdown Park                | N/A        | N/A                           | N/A          |
| 26 maja 2020     | Oslo           | Norwegia          | Oslo Spektrum                  | Kim Petras | TBA                           | TBA          |
| 28 maja 2020     | Kopenhaga      | Dania             | Royal Arena                    | Kim Petras | TBA                           | TBA          |
| 30 maja 2020     | Berlin         | Niemcy            | Mercedes-Benz Arena            | Kim Petras | TBA                           | TBA          |
| 1 czerwca 2020   | Birmingham     | Wielka Brytania   | Resorts World Arena            | Kim Petras | TBA                           | TBA          |
| 2 czerwca 2020   | Leeds          | Wielka Brytania   | First Direct Arena             | Kim Petras | TBA                           | TBA          |
| 4 czerwca 2020   | Manchester     | Wielka Brytania   | Manchester Arena               | Kim Petras | TBA                           | TBA          |
| 5 czerwca 2020   | Warszawa       | Polska            | Tor wyścigów konnych Służewiec | N/A        | N/A                           | N/A          |
| 8 czerwca 2020   | Dublin         | Irlandia          | 3Arena                         | Kim Petras | TBA                           | TBA          |
| 9 czerwca 2020   | Glasgow        | Szkocja           | SSE Hydro                      | Kim Petras | TBA                           | TBA          |
| 11 czerwca 2020  | Londyn         | Wielka Brytania   | O2 Arena                       | Kim Petras | TBA                           | TBA          |
| 14 czerwca 2020  | Antwerpia      | Belgia            | Sportpaleis                    | Kim Petras | TBA                           | TBA          |
| 15 czerwca 2020  | Amsterdam      | Holandia          | Ziggo Dome                     | Kim Petras | TBA                           | TBA          |
| 17 czerwca 2020  | Paryż          | Francja           | AccorHotels Arena              | Kim Petras | TBA                           | TBA          |
| 18 czerwca 2020  | Kolonia        | Niemcy            | Lanxess Arena                  | Kim Petras | TBA                           | TBA          |
| 20 czerwca 2020  | Lizbona        | Portugalia        | Parque da Bela Vista           | N/A        | N/A                           | N/A          |
| 23 czerwca 2020  | Zurych         | Szwajcaria        | Hallenstadion                  | Kim Petras | TBA                           | TBA          |
| 24 czerwca 2020  | Mediolan       | Włochy            | Mediolanum Forum               | Kim Petras | TBA                           | TBA          |
| 28 czerwca 2020  | Sztokholm      | Szwecja           | Gärdet                         | N/A        | N/A                           | N/A          |
| 30 czerwca 2020  | Barcelona      | Hiszpania         | Palau Sant Jordi               | Kim Petras | TBA                           | TBA          |
| 1 lipca 2020     | Madryt         | Hiszpania         | WiZink Center                  | Kim Petras | TBA                           | TBA          |
| Ameryka Północna |                |                   |                                |            |                               |              |
| 29 lipca 2020    | Vancouver      | Kanada            | Rogers Arena                   | TBA        | TBA                           | TBA          |
| 31 lipca 2020    | Everett        | Stany Zjednoczone | Angel of the Winds Arena       | TBA        | TBA                           | TBA          |
| 1 sierpnia 2020  | Portland       | Stany Zjednoczone | Moda Center                    | TBA        | TBA                           | TBA          |
| 4 sierpnia 2020  | Sacramento     | Stany Zjednoczone | Golden 1 Center                | TBA        | TBA                           | TBA          |
| 5 sierpnia 2020  | San Francisco  | Stany Zjednoczone | Chase Center                   | TBA        | TBA                           | TBA          |
| 7 sierpnia 2020  | Los Angeles    | Stany Zjednoczone | Staples Center                 | TBA        | TBA                           | TBA          |
| 11 sierpnia 2020 | San Diego      | Stany Zjednoczone | Pechanga Arena                 | TBA        | TBA                           | TBA          |
| 12 sierpnia 2020 | Glendale       | Stany Zjednoczone | Gila River Arena               | TBA        | TBA                           | TBA          |
| 14 sierpnia 2020 | Salt Lake City | Stany Zjednoczone | Vivint Smart Home Arena        | TBA        | TBA                           | TBA          |
| 16 sierpnia 2020 | Denver         | Stany Zjednoczone | Pepsi Center                   | TBA        | TBA                           | TBA          |
| 18 sierpnia 2020 | Fort Worth     | Stany Zjednoczone | Dickies Arena                  | TBA        | TBA                           | TBA          |
| 19 sierpnia 2020 | Houston        | Stany Zjednoczone | Toyota Center                  | TBA        | TBA                           | TBA          |
| 21 sierpnia 2020 | San Antonio    | Stany Zjednoczone | AT&T Center                    | TBA        | TBA                           | TBA          |
| 25 sierpnia 2020 | Meksyk         | Meksyk            | Palacio de los Deportes        | TBA        | TBA                           | TBA          |
| 26 sierpnia 2020 | Zapopan        | Meksyk            | Auditorio Telmex               | TBA        | TBA                           | TBA          |
| 28 sierpnia 2020 | Monterrey      | Meksyk            | Auditorio Citibanamex          | TBA        | TBA                           | TBA          |
| 4 września 2020  | Toronto        | Kanada            | Scotiabank Arena               | TBA        | TBA                           | TBA          |
| 5 września 2020  | Detroit        | Stany Zjednoczone | Little Caesars Arena           | TBA        | TBA                           | TBA          |
| 8 września 2020  | Saint Paul     | Stany Zjednoczone | Xcel Energy Center             | TBA        | TBA                           | TBA          |
| 9 września 2020  | Rosemont       | Stany Zjednoczone | Allstate Arena                 | TBA        | TBA                           | TBA          |
| 11 września 2020 | Boston         | Stany Zjednoczone | TD Garden                      | TBA        | TBA                           | TBA          |
| 12 września 2020 | Laval          | Kanada            | Place Bell                     | TBA        | TBA                           | TBA          |
| 15 września 2020 | Filadelfia     | Stany Zjednoczone | Wells Fargo Center             | TBA        | TBA                           | TBA          |
| 16 września 2020 | Waszyngton     | Stany Zjednoczone | Capital One Arena              | TBA        | TBA                           | TBA          |
| 18 września 2020 | Nowy Jork      | Stany Zjednoczone | Madison Square Garden          | TBA        | TBA                           | TBA          |
| 22 września 2020 | Nashville      | Stany Zjednoczone | Bridgestone Arena              | TBA        | TBA                           | TBA          |
| 23 września 2020 | Duluth         | Stany Zjednoczone | Infinite Energy Arena          | TBA        | TBA                           | TBA          |
| 25 września 2020 | Orlando        | Stany Zjednoczone | Amway Center                   | TBA        | TBA                           | TBA          |
| 26 września 2020 | Miami          | Stany Zjednoczone | American Airlines Arena        | TBA        | TBA                           | TBA          |